# Koutoubia (entreprise)
Pour l’article homonyme, voir Koutoubia.
Koutoubia est une entreprise marocaine opérant dans le secteur agroalimentaire, spécialisée dans la charcuterie. Elle a été fondée en 1985 à Mohammédia par Mohamed Belghiti Khennoussi, un Marocain résidant en France, puis rachetée par l'entrepreneur Tahar Bimezzagh,. La marque connaît un véritable succès à partir de 1999 et, en 2003, Koutoubia produit plus de 8 millions de tonnes par an et approvisionne 70 % du marché marocain avec environ 60 produits différents.

## Implantation à l'international
Depuis 2003, Koutoubia s'est engagée dans la prospection des marchés internationaux et est présente sur les étals des supermarchés de la plupart des pays du Moyen-Orient,.

## Publicité et sponsoring
Koutoubia diffuse ses publicités sur différentes chaînes marocaines ainsi que sur les panneaux publicitaires de plusieurs clubs marocains comme le Raja, le Wydad, le Kac et le Hassania d'Agadir.
Par le passé, Koutoubia a également été partenaire du FC Barcelone, avec sa publicité affichée au Camp Nou. Une vidéo de 2016 montre la publicité de Koutoubia présente dans le stade lors d'un but de Cristiano Ronaldo.